# Pregària cristiana

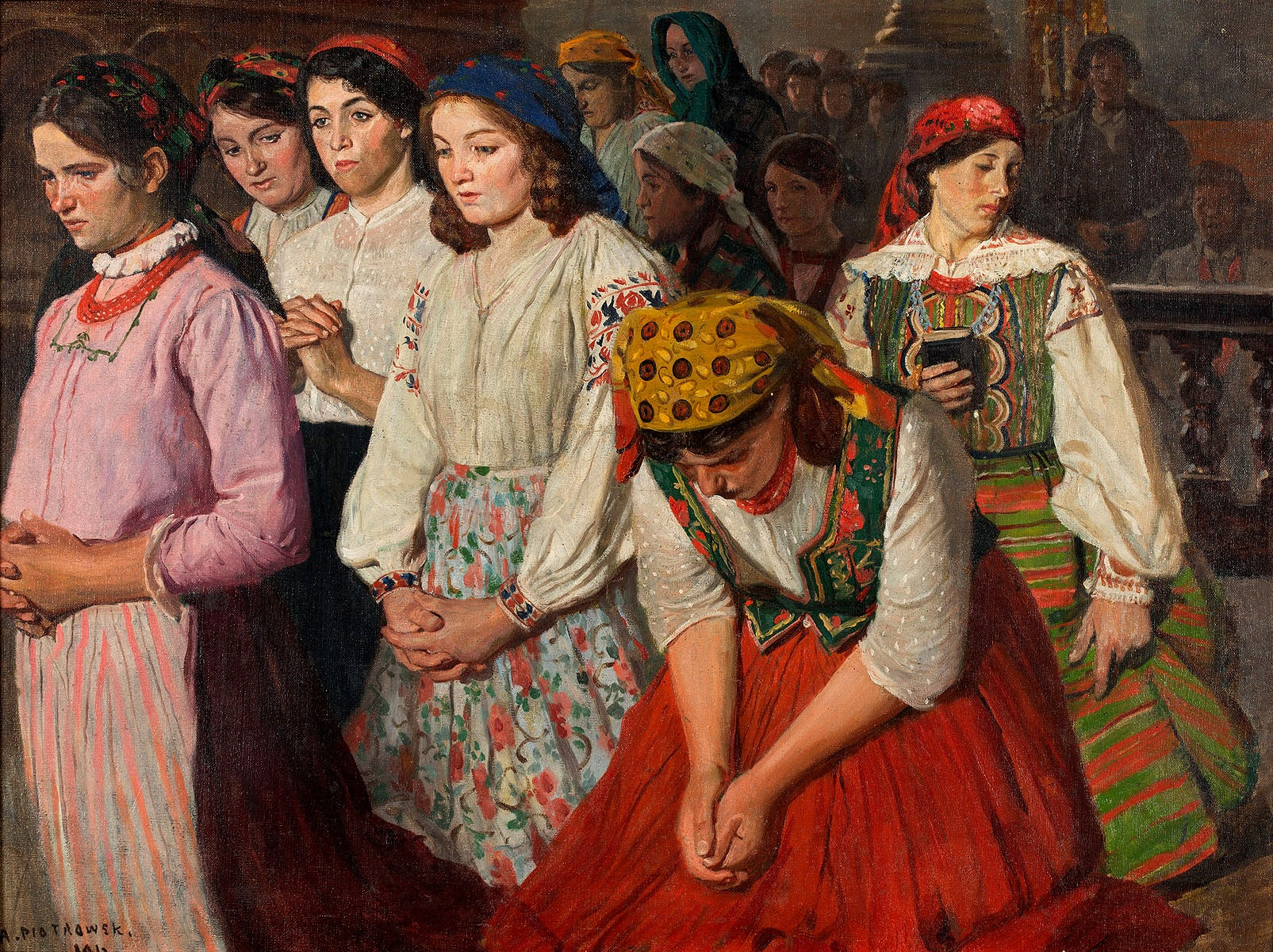
Pregària compartida

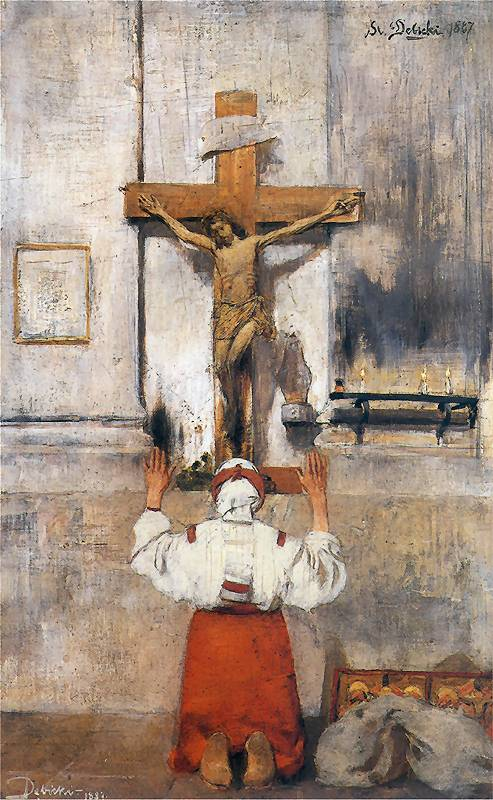
Pregària individual davant la imatge de Crist en la Creu

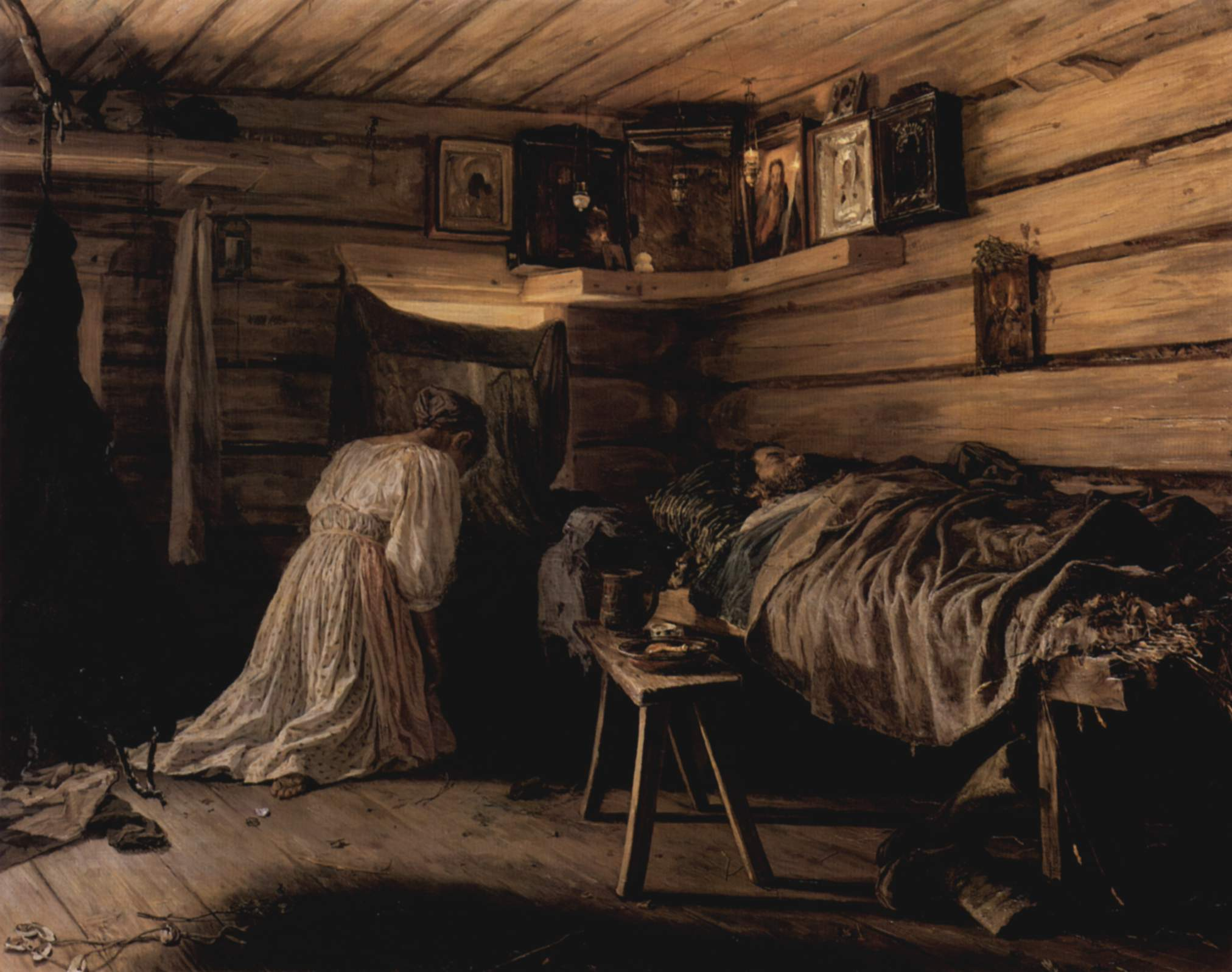
Pregària davant del racó d'icones (a Rússia)

Pregària de l'Àngelus al camp (a les dotze del migdia)

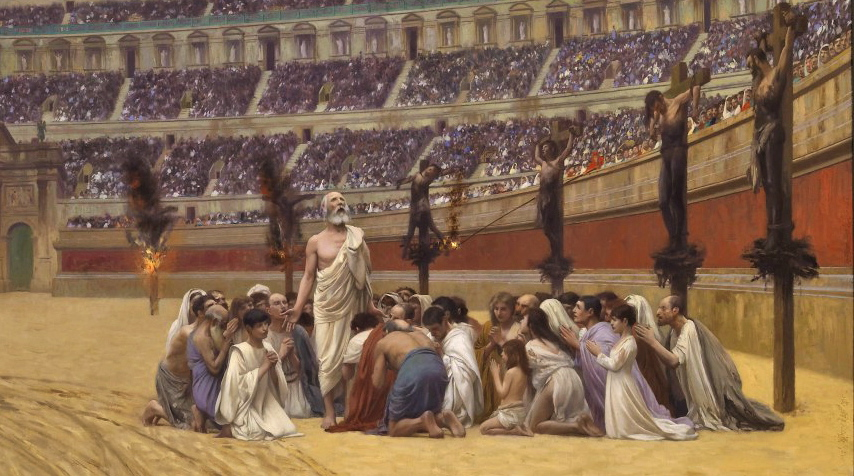
La darrera pregària dels màrtirs cristians

La pregària cristiana és la forma de pregària dins del cristianisme, i hi ha diverses formes utilitzades per a aquesta pràctica.
Les pregàries cristianes són diverses: poden ser completament espontànies, o repetint oracions apreses (a vegades breus o jaculatòries), o per lectura a partir d'un text (com per exemple, d'un breviari, que conté les hores canòniques que indiquen les hores fixades de pregària). Les pregàries se solen acompanyar d'algunes posicions del cos o de parts del cos, com ara tenir les mans ajuntades (amb els dits entrecreuats o no), el cap inclinat endavant, estar agenollat (per exemple, en un reclinatori o en el banc de l'església) o, rarament, estar prosternat (inclinat endavant o estirat a terra, cap per avall, en senyal de submissió).
La pregària més comuna entre els cristians és la del "Parenostre", que segons els relats de l'evangeli (per exemple, Mateu 6:9-13) és com Jesús va ensenyar als seus deixebles a pregar.

## Quan
L'ordre als cristians de resar la pregària del Senyor tres vegades al dia es va donar a la Didakhé 8, 2 f., que, al seu torn, es va veure influenciat per la pràctica jueva de resar tres vegades al dia que es troba a l'Antic Testament, concretament al Psalm 55:17, que suggereix "al vespre, al matí i al migdia", i Daniel 6:10, en què el profeta Daniel prega tres vegades al dia. Així, els primers cristians van arribar a recitar la pregària del Senyor tres vegades al dia a les 9 del matí, les 12 del migdia i les 3 de la tarda, suplantant l'antiga Amidà predominant en la tradició hebrea. Com a tal, en el cristianisme, en moltes esglésies luteranes i anglicanes toquen les campanes de les seves esglésies des dels campanars tres vegades al dia: al matí, al migdia i al vespre convocant els fidels cristians a recitar el Parenostre.
Des de l'època de l'Església primitiva, s'ha ensenyat la pràctica de set temps d'oració, en la Tradició Apostòlica, Hipòlit va instruir als cristians que preguessin set vegades al dia "en aixecar-se, en l'encesa del llum del vespre, a l'hora d'anar a dormir, a mitjanit" i "les hores tercera, sisena i novena del dia, essent les hores associades a la Passió de Crist". Els cristians ortodoxos orientals, com els coptes i els indis, utilitzen un breviari per resar les hores canòniques set vegades al dia en hores d'oració fixa mentre miren cap a l'est, en previsió de la Segona vinguda de Jesús, aquesta pràctica cristiana té les seves arrels al Psalm 119:164, en què el profeta David prega a Déu set vegades al dia. Les campanes de l'església conviden als cristians a pregar a aquestes hores.

## Com
Algunes confessions ortodoxes, abans de resar, es renten les mans i la cara per estar nets abans i presentar-se millor davant Déu, descalçant-se per reconèixer que s'està oferint pregària davant un Déu sant. En aquestes confessions cristianes és costum que les dones quan resen portin un cobertor cristià del cap (una mantellina). Històricament, molts cristians tenen penjada una creu cristiana a la paret oriental de les seves cases per indicar la direcció est de la pregària durant aquests set temps de pregària.
Hi ha dos paràmetres bàsics per a la pregària cristiana: la compartida (o pública) i la privada. La pregària compartida inclou la pregària dins del lloc de culte o d'altres llocs públics, especialment el Dia del Senyor en què molts cristians es reuneixen col·lectivament. Aquestes oracions poden ser oracions formals escrites, com les litúrgies contingudes al Llibre de servei luterà i al Llibre d'oració comuna (anglicà), així com oracions informals breus o oracions espontànies, com les que s'ofereixen a les reunions de campament metodista. La pregària privada es produeix amb l'individu que prega en silenci o en veu alta dins de la casa seva. L'ús d'un llibre devocional i d'oracions diari en la vida d'oració privada d'un cristià és habitual. En el cristianisme occidental, el reclinatori s'ha utilitzat històricament per a la pregària privada i moltes cases cristianes posseeixen altars domèstics a la zona on aquests estan col·locats. En el cristianisme oriental, els creients sovint mantenen racons d'icones on resen, que es troben a la paret oriental de la casa. Entre els ritualistes antics, una catifa d'oració coneguda com a Podruchnik s'utilitza per mantenir la cara i les mans netes durant les postracions, ja que aquestes parts del cos s'utilitzen per fer el senyal de la creu.

## Algunes oracions
- Parenostre, la més habitual, i compartida per tots els cristians.
- Avemaria, a la Mare de Déu.
- Glòria, en honor de la Santíssima Trinitat.
- Pregària de Sant Francesc
- Rosari, un seguit d'oracions.
- altres en la pàgina de la categoria de les oracions